# Machault (Ardeny)
Machault – miejscowość i gmina we Francji, w regionie Grand Est, w departamencie Ardeny.
Według danych na rok 1990 gminę zamieszkiwało 459 osób, a gęstość zaludnienia wynosiła 28 osób/km².
Z Machault pochodzi kompozytor Guillaume de Machaut.